# Iglesia de la Exaltación de la Santa Cruz (Bystryca)
Iglesia de la Exaltación de la Santa Cruz (en bielorruso: Касьцёл Узвышэньня Сьвятога Крыжа) — iglesia católica en el pueblo Bystryca en provincia de Grodno (Bielorrusia).

## Historia
En el año 1390 gran duque de Lituania Jahailo fundó en Bystryca una iglesia católica y convento de los agustinos. La iglesia fue consagrada bajo el nombre de la Exaltación de la Santa Cruz. Esta iglesia fue una de las cinco primeras iglesias católicas construidas en el territorio de la Bielorrusia actual de acuerdo con la Unión de Kreva. En el año 1523 el rey y gran duque Segismundo I el Viejo asignó dineros para construcción de la nueva iglesia de piedra. En el año 1526 los agustinos quitaron el pueblo, el motivo de su partida es desconocido, unos historiadores consideran la causa era un enfrentamieno con el rey y gran duque.
En los años 1760-1761 el templo fue radicalmente reconstruido bajo el proyecto del arquitecto Johann Glaubitz, la reconsecración se hizo por el obispo de Vilna Miguel Juan Ziankovicz (en bielorruso: Міхал Ян Зянковіч).
Después de la tercera particón de la Mancomunidad de las Dos Naciónes en el año 1795 Bystryca se convirtió en parte del Imperio ruso. En el siglo XIX las paredes fueron decoradas con pinturas. Después de la supresión de la rebelión de liberación nacional (1863-1864) en el año 1865 el templo fue confiscado por las autoridades del Imperio ruso y se transformó en una iglesia ortodoxa rusa.
En el año 1918 las autoridades de Polonia restituyeron la iglesia a los católicos. En el año 1926 la iglesia fue restaurada devolviendo la apariencia original. Antes de la Segunda Guerra Mundial la parroquia tenía más de 3 000 feligreses. Después de la Segunda Guerra Mundial Bystryca se convirtió en parte de RSSB. A pesar de la política antirreligiosa de la URSS, la iglesia continuó operando bajo el régimen soviético.

## Enlaces
- cyclowiki.org

- Datos: Q18752133
- Multimedia: Church of the Exaltation of the Holy Cross in Bystryca / Q18752133